# Institut Papst Benedikt XVI.
Das Institut Papst Benedikt XVI. ist ein im Jahre 2008 gegründetes Institut unter der Trägerschaft des bischöflichen Ordinariates im Bistum Regensburg. Das Institut widmet sich der Erfassung und Erforschung der Werke Papst Benedikts XVI. und bündelt diese Aktivitäten durch die Herausgabe der Werke unter dem Titel Joseph Ratzinger Gesammelte Schriften – JRGS.

## Aufgaben
Das Institut ist eine Gründung des Regensburger Bischofs Gerhard Ludwig Müller, den Papst Benedikt XVI. mit der Herausgabe seiner Werke beauftragt hat, und wird von der Diözese Regensburg getragen. Müller sollte diese Aufgabe auch nach seiner Berufung zum Präfekt der Kongregation für die Glaubenslehre weiter ausüben. Hauptaufgabe des Instituts ist die wissenschaftliche Begleitung dieser Edition; dazu sammelt das Institut das gedruckte und ungedruckte Werk Benedikts zusammen mit den biographischen und theologischen Kontexten und stellt Quellen sowie Sekundärliteratur in einer öffentlich zugänglichen Spezialbibliothek zur Erforschung des Werkes Benedikts XVI. bereit. Zu den Aufgaben des Instituts gehört ferner die Organisation internationaler wissenschaftlicher Tagungen.
Das Institut sieht sich nicht in Konkurrenz zur Joseph Ratzinger Papst Benedikt XVI.-Stiftung, sondern die beiden ähnlich ausgerichteten Einrichtungen sind eng miteinander verzahnt. So gehörte etwa Siegfried Wiedenhofer den Kuratorien beider Organisationen an.

## Räumlichkeit und Tätigkeit
Das Institut befindet sich innerhalb der Räumlichkeiten des Bischöflichen Priesterseminars in Regensburg. Für das Foyer des Institutes malte der Künstler Michael Triegel im Jahre 2010 ein Porträt von Papst Benedikt XVI. Am 17. März 2008 segnete der Apostolische Nuntius in Deutschland Erzbischof Jean-Claude Périsset die Institutsräume; seit dem 1. September 2008 wird dort gearbeitet. Eröffnung war am 30. Oktober: Der erste erschienene Band mit dem Titel Theologie der Liturgie (Band XI der Gesamtausgabe) wurde dem Apostolischen Nuntius Erzbischof Jean-Claude Périsset übergeben und in einem Festakt mit dem Vorsitzenden der Deutschen Bischofskonferenz Erzbischof Robert Zollitsch und dem Erzbischof von München und Freising Reinhard Marx durch Bischof Müller gewürdigt.
Neben der Spezialbibliothek unterhält das Institut ein Archiv.
Das Jahrbuch Mitteilungen des Institut-Papst-Benedikt XVI. begleitet die Editionsarbeit des Instituts; es behandelt Quellen, Rezeption und Diskussion von Benedikts Werk und gibt Auskunft über die Arbeit des Instituts. Der elfte Band des Jahrbuchs ist im Januar 2019 erschienen.
In der Buchreihe Ratzinger-Studien erscheinen herausragende Monographien und Tagungsbände, in denen die Theologie Joseph Ratzingers diskutiert, kommentiert und interpretiert werden.
Im März 2009 fand ein Symposium zum Band XI von Benedikts gesammelten Schriften, Theologie der Liturgie, in den Räumen des Priesterseminars Regensburg statt; ein Band mit den dort gehaltenen Vorträgen erschien im Herbst 2009 im Verlag Friedrich Pustet in der Reihe Ratzinger-Studien. Auch die Herausgabe des zweiten Bandes von Benedikts Schriften mit seiner ungekürzten Habilitationsschrift und weiteren Bonaventura-Studien im Herbst 2009 wurde durch ein Symposium begleitet.
Nachdem Benedikt XVI. im September 2010 sein privates Wohnhaus in Pentling dem Institut übertragen hatte, wurde dieses teilweise renoviert und Mobiliar rekonstruiert, so dass das Wohnhaus Papst Benedikt XVI. im September 2012 als Begegnungsstätte und Biografisches Museum eröffnet werden konnte.

## Mitarbeiter und Kuratorium
Gründungsdirektor des Institutes ist Bischof Rudolf Voderholzer. Als stellvertretender Direktor, der die operative Leitung wahrnimmt und die Arbeit des Instituts koordiniert, amtiert der Laien-Theologe Christian Schaller, der für seine Arbeit 2013 den Joseph-Ratzinger-Preis erhielt. Als wissenschaftliche Mitarbeiter am Institut tätig sind Franz-Xaver Heibl, Tanja Constien und Barbara Krämer, daneben gibt es angestellte Fachkräfte für Bibliothek, Archiv und Sekretariat.
Der stellvertretende Direktor und der männliche wissenschaftliche Mitarbeiter sind stets Mitglieder des durch den Bischof von Regensburg zu ernennenden zehnköpfigen Kuratoriums. Das Kuratorium berät die Institutsleitung in allen wissenschaftlichen Fragen. Weitere bekannte Kuratoriumsmitglieder sind Marianne Schlosser, Paolo Sottopietra, Maximilian Heim, Gerhard Nachtwei, Ludwig Raischl, Michael Karger, Karl Pichler, Rolf Schönberger, Helmut Hoping, Josef Zöhrer und Peter Hofmann.

## Wissenschaftlich zu begleitende Edition
Die Gesamtausgabe der Werke Benedikts XVI. erscheint im Verlag Herder unter dem Titel Joseph Ratzinger Gesammelte Schriften (JRGS). Herausgeber ist Kurienerzbischof Gerhard Ludwig Müller, emeritierter Bischof von Regensburg. Folgende Bände sind erschienen oder in Planung:
1. Volk und Haus Gottes in Augustins Lehre von der Kirche. Die Dissertation und weitere Studien zu Augustinus und zur Theologie der Kirchenväter (erschienen 2011)
2. Offenbarungsverständnis und Geschichtstheologie Bonaveturas. Die ungekürzte Habilitationsschrift und weitere Bonaventura-Studien (erschienen 2009)
3. Der Gott des Glaubens und der Gott der Philosophen. Philosophische Vernunft – Kultur – Europa – Gesellschaft (erschienen 2020 in zwei Teilbänden)
4. Einführung in das Christentum. Bekenntnis – Taufe – Nachfolge (erschienen 2014)
5. Herkunft und Bestimmung. Schöpfung – Anthropologie – Mariologie (erschienen 2022)
6. Jesus von Nazareth. Spirituelle Christologie (erschienen 2014 in zwei Teilbänden)
7. Die Lehre des Zweiten Vatikanischen Konzils, Formulierung – Vermittlung – Deutung (erschienen 2012 in zwei Teilbänden)
8. Zeichen unter den Völkern. Schriften zur Ekklesiologie und Ökumene (erschienen 2010 in zwei Teilbänden)
9. Glaube in Schrift und Tradition. Zur Theologischen Prinzipienlehre (erschienen 2016 in zwei Teilbänden)
10. Auferstehung und Ewiges Leben. Beiträge zur Eschatologie (erschienen 2012)
11. Theologie der Liturgie. Die sakramentale Begründung christlicher Existenz (erschienen 2008)
12. Künder des Wortes und Diener eurer Freude. Zur Theologie und Spiritualität des Weihesakramentes (erschienen 2010)
13. Im Gespräch mit der Zeit. Interviews – Stellungnahmen – Einsprüche (erschienen 2016 und 2017 in drei Teilbänden)
14. Predigten. Homilien – Ansprachen – Meditationen (erschienen 2019 in drei Teilbänden)
15. Aus meinem Leben. Autobiographische Texte
16. Bibliographie und Gesamt-Register

Als erster wurde Band XI am 16. Oktober 2008 auf der Frankfurter Buchmesse vorgestellt.
Im September 2009 erschien Band II mit Ratzingers Habilitationsschrift sowohl in der zunächst eingereichten als auch in der überarbeiteten Version, umrahmt von weiteren Schriften zum Heiligen Bonaventura.
Band VIII/1 und Band VIII/2 erschienen im Juni 2010, Band XII wurde im November 2010 veröffentlicht.
Die Veröffentlichung von Band I mit Ratzingers Dissertationsschrift erfolgte im Oktober 2011, die Veröffentlichung von Band X im April 2012.
Zum 50. Jahrestag der Eröffnung des II. Vatikanischen Konzils erschienen im November 2012 Band VII/1 und Band VII/2.
Im Dezember 2013 erschienen Band VI/I und VI/II zur Christologie, welche u. a. die von Joseph Ratzinger als Benedikt XVI. verfasste Trilogie Jesus von Nazareth enthalten.
Im November 2014 ist Band IV erschienen, welcher – ergänzt um weitere Texte zur Thematik – das bekannteste Werk aus der Professorenzeit Joseph Ratzingers enthält, die Einführung in das Christentum. Nach der Herausgabe von Band V mit Texten zu Schöpfungslehre, Anthropologie und Mariologie am 14. Februar 2022 fehlen an der Werkausgabe nur noch ein Band mit autobiografischen Texten und ein Ergänzungsband mit Bibliografie und Gesamtregister.